# Cave-Link

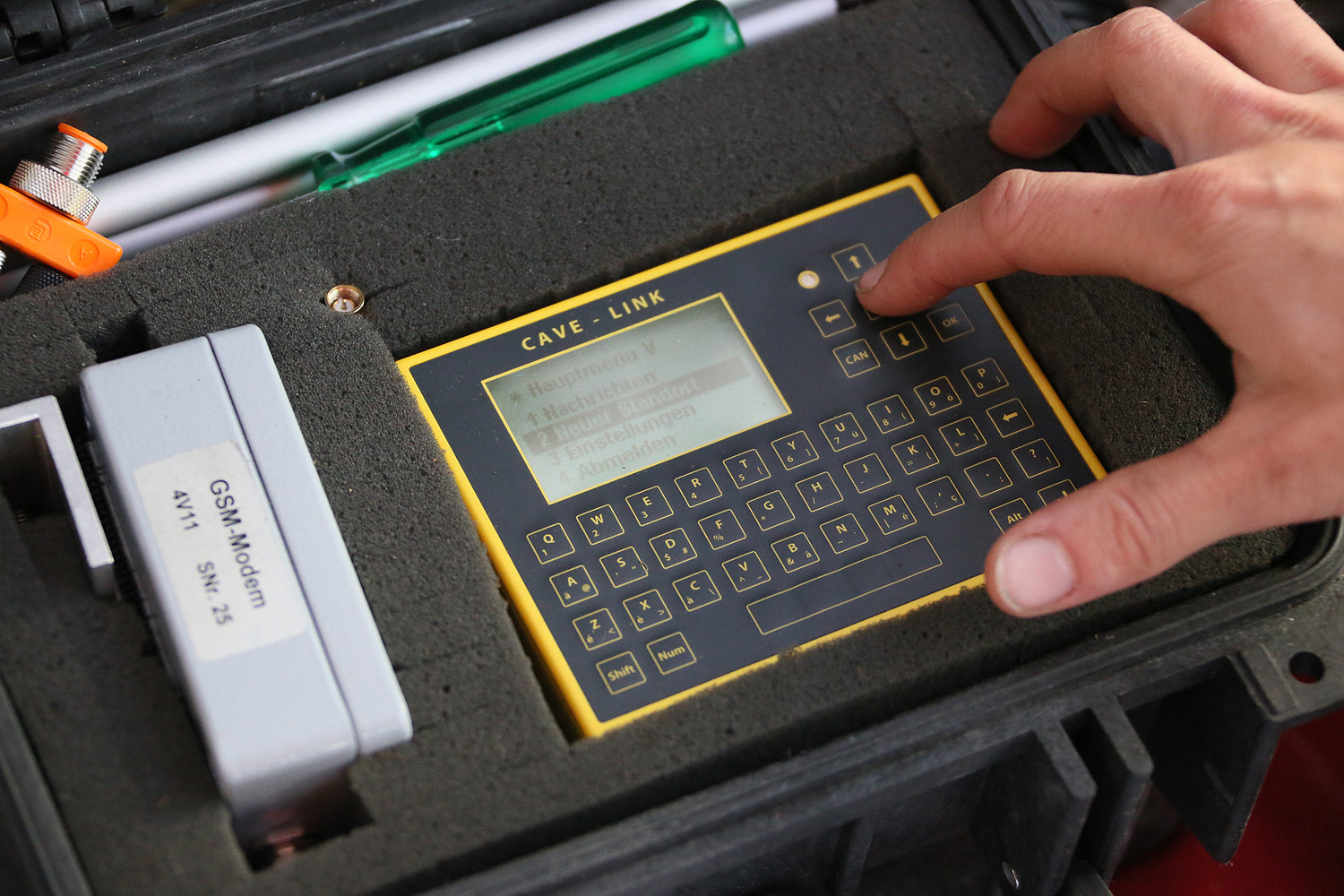
Cave-Link-System im Einsatz an der Riesending-Schachthöhle

Cave-Link ist der Name eines Systems zur Übermittlung von Daten durch Felsen hindurch. Es wird in der Höhlenforschung und im Bergbau eingesetzt.
Messdaten und Kurznachrichten können mittels des Magnetfeldes von Längst- und Langwellen (20 bis 140 kHz, d. h. 2 bis 15 km Wellenlänge) durch mehrere hundert Meter Fels übermittelt werden, durch die Aneinanderreihung mehrerer Geräte sind größere Distanzen möglich. Zur Übertragung wird über zwei voneinander entfernte Elektroden ein modulierter elektrischer Strom in den Fels eingespeist. Der Erdstrom und das Kabel dienen gemeinsam als Magnetantenne. Ziel ist, einen möglichst großen Strom durch eine möglichst lange Felsstrecke zu senden, wofür ein geringer Erdungswiderstand wichtig ist. Das magnetische Feld breitet sich im umliegenden Fels aus und kann auch in 1000 m Entfernung noch vom Empfänger detektiert werden. Bedingt durch die große Wellenlänge (> 10 km) müssen auch die Sende- und Empfangsantennen entsprechend groß dimensioniert werden, typischerweise werden Antennenlängen zwischen 50 und 100 m verwendet, als Richtwert dient eine Antennenlänge, die mindestens einem Zehntel der Übermittlungsdistanz entspricht. Die Antennen müssen möglichst parallel installiert sein, wobei in ausgeprägten Schachthöhlen durchaus vertikale Antennen sinnvoll sind.
Die maximale Datenübertragungsrate ist mit 104 Bit/s (entspricht 13 Zeichen pro Sekunde) sehr gering, es wird jedoch die Huffman-Kodierung zur Datenkompression eingesetzt. Die Datenübertragung geschieht in Blöcken zu 2 Bytes, die zur Vermeidung von Übermittlungsfehlern gesendet werden, bis die korrekte Übermittlung durch den Empfänger bestätigt wurde. Lange Strecken oder atmosphärische Störungen können die Übertragungsrate stark senken. Das System kann auch über eine lange Doppelader betrieben werden. Damit Cave-Link-Geräte miteinander kommunizieren können, selbst wenn ein Gerät nur über ein anderes erreichbar ist, wird eine Routingtabelle genutzt. Zur Weiterleitung der Daten von der Außenstation gibt es ein GSM-Modem, und wenn keine Netzabdeckung gegeben ist, ein Funk-Modem, welches die Signale an einen Ort mit GSM-Versorgung weiterleitet.
Das System wurde von Mitgliedern der Arbeitsgemeinschaft Höllochforschung entwickelt, die am zweitgrößten Höhlensystem Europas forschen. Es wird dort, aber auch in der Vetterhöhle oder der Grotte de Milandre unter anderem zur automatischen Übertragung von Sensordaten für Pegelstände, Wassertemperatur, Höhlenwind, Luftzusammensetzung, Luftdruck oder Lufttemperatur eingesetzt. Bei der Rettungsaktion in der Riesending-Schachthöhle im Juni 2014 wurden mehrere Geräte eingesetzt.
Ursprünglich war der Einsatz von Cave-Link juristisch umstritten, da für den Frequenzbereich eigentlich eine Sendegenehmigung vorliegen musste. Cave-Link arbeitet mit einer Leistung von bis zu 30 Watt. Deshalb erließ die Bundesnetzagentur 2010 eine Verordnung, die diese rechtliche Grauzone klärte. Induktive Funkanwendungen, welche keine elektromagnetischen Felder erzeugen, wurden durch die Verordnung in einem Bereich zwischen 9 und 30.000 kHz zugelassen, solange die Feldstärke den Grenzwert von 66 dBμA/m nicht überschreitet. Die Verordnung wurde 2014 geändert.